# Dorfkirche Märkisch Wilmersdorf

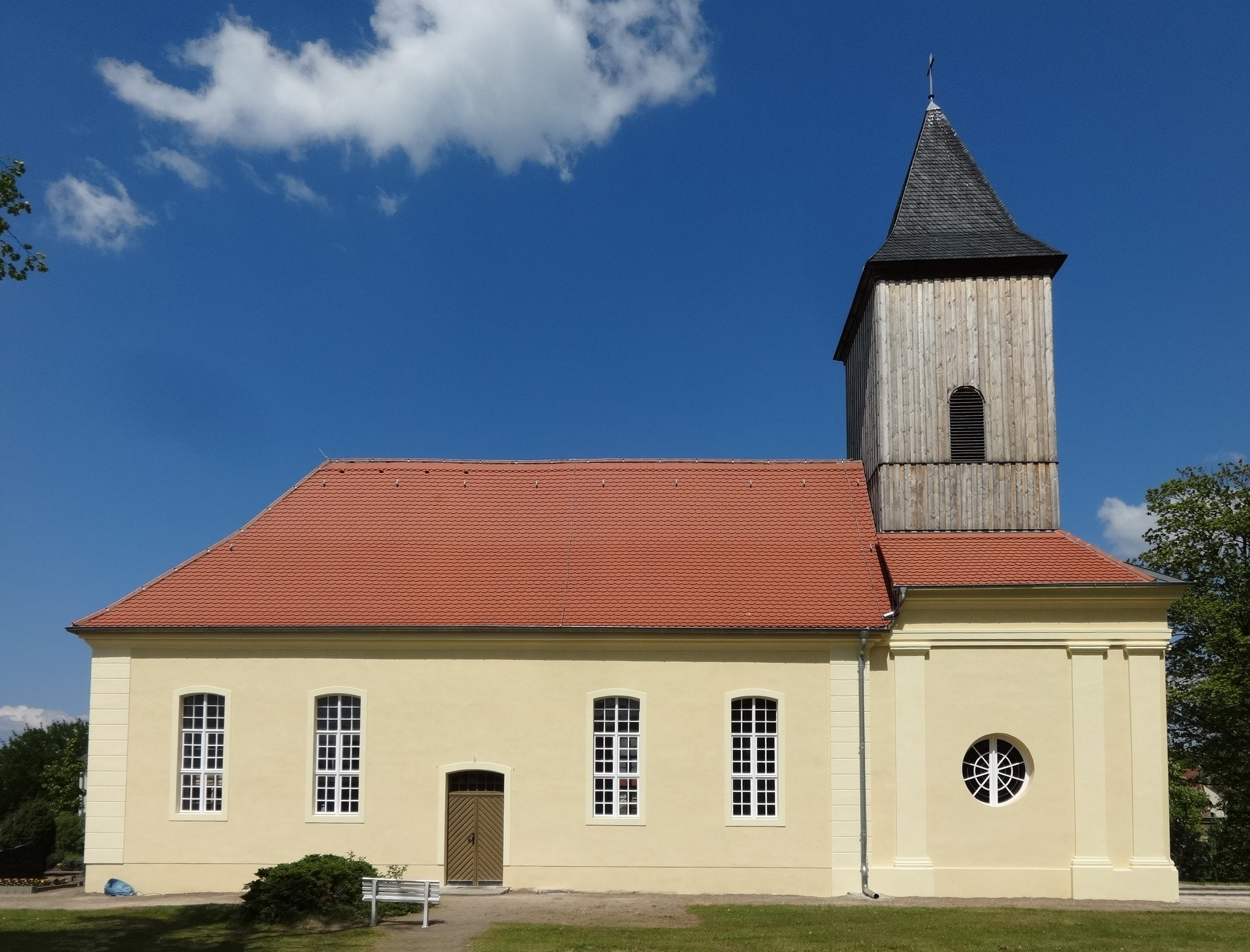
Dorfkirche Märkisch Wilmersdorf

Die evangelische Dorfkirche Märkisch Wilmersdorf ist eine Saalkirche aus dem Anfang des 18. Jahrhunderts in Märkisch Wilmersdorf, einem Ortsteil der Stadt Trebbin im Landkreis Teltow-Fläming in Brandenburg. Sie gehört zum Pfarrsprengel Christinendorf-Glienick im Evangelischen Kirchenkreis Zossen-Fläming der Evangelischen Kirche Berlin-Brandenburg-schlesische Oberlausitz.

## Geschichte
Die Kirche wurde am Anfang des 18. Jahrhunderts auf einem Vorgängerbau aus dem Ende des 13. Jahrhunderts errichtet. Die Initiative ging auf Henning Bernd von Schwerin zurück, der 1684 das Dorf und damit das Kirchenpatronat erworben hatte. Friedrich Bogislav von Schwerin (1648–1747) ließ das Bauwerk in Richtung Osten erweitern; ein Jahr später kam ein Kirchturm hinzu. Dieser wurde 1856 restauriert. Der Anbau wurde als Begräbnisstätte derer von Schwerin genutzt. Zu einem früheren Zeitpunkt muss eine Turmuhr vorhanden gewesen sein. Im Ersten Weltkrieg musste die Kirchengemeinde eine der Glocken im Zuge einer Metallspende des deutschen Volkes abgeben; sie ging verloren. Aus dem Jahr 1945 ist die Existenz von 17 Särgen überliefert. Sie wurden nach dem Ende des Zweiten Weltkriegs anonym auf dem angrenzenden Friedhof bestattet. Im Jahr 1958 verkürzten Handwerker aus statischen Gründen den Turm. 1997 kam es zu einem Wassereinbruch, dessen Schäden seinerzeit nur notdürftig behoben werden konnten. 2004 sicherte die Kirchengemeinde zunächst die Standfestigkeit des Turmes. 2012 erfolgten eine Sanierung des Dachstuhls und die Erneuerung der elektrischen Anlage. Ein Jahr später konnte das Turmfachwerk teilweise rekonstruiert werden. Die Dächer sowie die Gruft wurden neu eingedeckt und das Geläut sowie die Orgel wurden restauriert. 2015 sanierten Handwerker die Fassade und einen Teil der Außenanlagen.

## Architektur
Das Bauwerk hat einen rechteckigen Grundriss und ist mit einem Putz versehen, der im 21. Jahrhundert hellgelb erneuert wurde. An der Südseite des Kirchenschiffs lassen vier stichbogenförmige, hochrechteckige Fenster Tageslicht in den Innenraum. Sie sind symmetrisch um ein hölzernes Portal gruppiert. An der Nordseite findet sich an Stelle dieses Portals ein weiteres, gleichartiges fünftes Fenster. Die westliche Wand des Kirchenschiffs ist durchgängig verputzt und weist keinerlei Öffnungen auf. Genutete, in einem helleren Farbton gehaltene Lisenen heben die Ecken des Bauwerks deutlich hervor. Der östliche Anbau mit einem quadratischen Grundriss wurde als Gruft errichtet. Er ist mit gedoppelten Eckpilastern gegliedert. An der Nord- und Südwand ist je ein mittig angeordnetes Radfenster zu erkennen. Darüber befindet sich ein Gesims, an das sich ein hölzerner, leicht zurückgesetzter Turm anschließt. An der Nord-, Süd- und Ostseite ist eine bienenkorbförmige Klangarkade eingelassen. Die östliche Wand der Gruft ist mit einem Dreiecksgiebel verziert, auf der sich das Wappen der Stifter derer von Schwerin und von Kanitz sowie eine Stifterinschrift befindet. Darunter wurde vom Baumeister ein bienenkorbförmiges Portal angeordnet, das mit einer hölzernen Tür verschlossen wurde. Der Turmhelm schließt mit einem schiefergedeckten, zweifach geknickten Dach ab, auf dem ein Kreuz sitzt. Das Walmdach ist mit rotem Biberschwanz gedeckt.

## Ausstattung

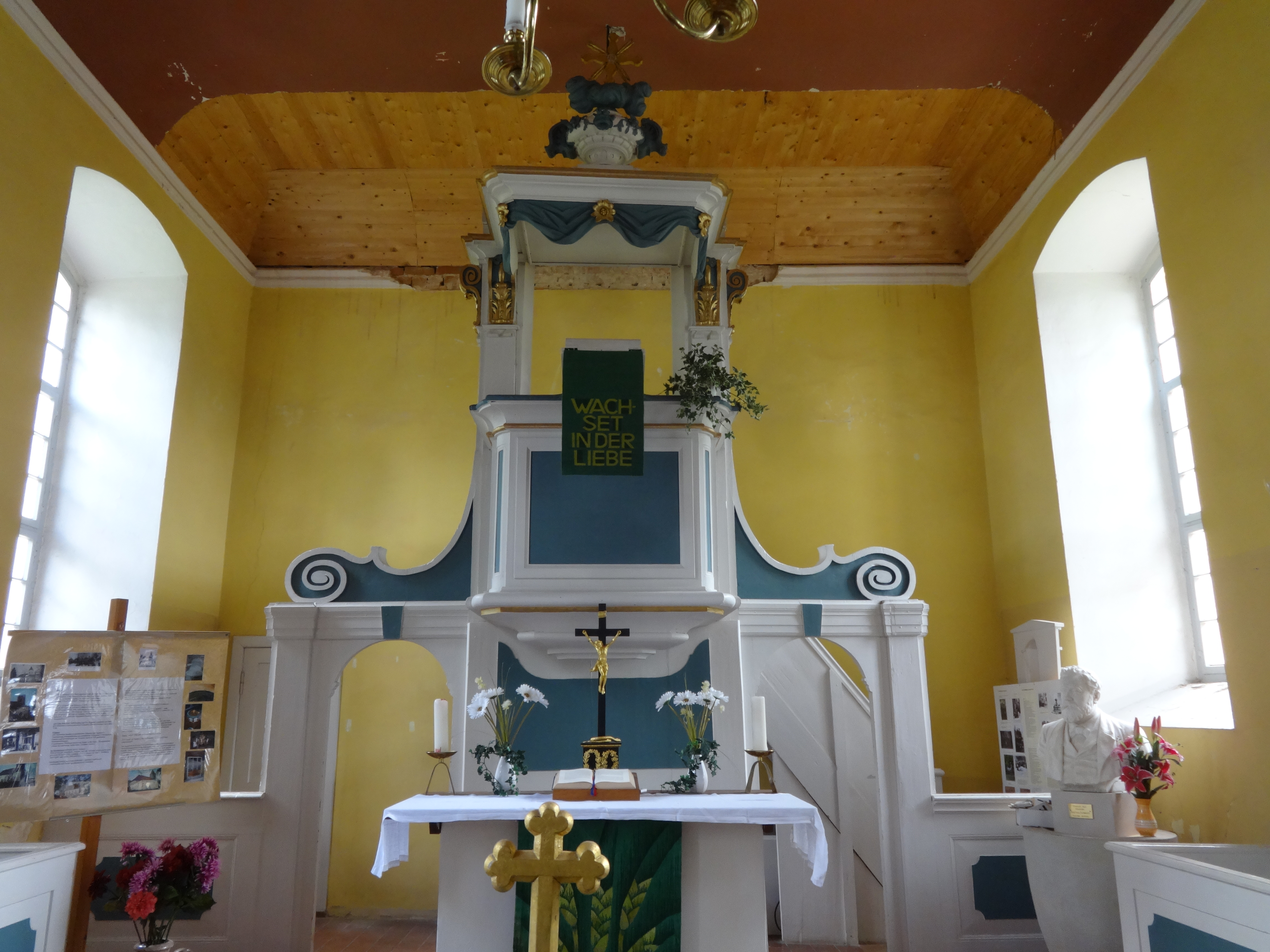
Altar

Die Ausstattung im Innern, unter anderem eine Hufeisenempore, stammt aus der Bauzeit der Kirche und ist vergleichsweise schlicht gehalten. Die Fünte konnte von Experten auf das Jahr 1660 datiert werden. Sie hat einen profilierten Fuß mit einem geschweiften Unterteil und Blenden an der Kuppe. Darin ist ein Taufbecken aus Messing mit einem Durchmesser von 51 cm und der Inschrift: Anno1660 Taufbecken in Wendisch Wilmersdorf CD v L (ietzen) EE v B(eeren) HCvB MEP. Der Altar besitzt zwei Durchgänge, damit das Abendmahl mit einem Umgang um den Altar empfangen werden konnte. Auf der linken Seite empfingen die Kommunikanten das Brot, auf der rechten den Kelch mit Wein. Eine Schuke-Orgel stammt aus dem Jahr 1963. Zur weiteren Ausstattung gehört ein aus Messing hergestellter Kronleuchter aus dem 17. Jahrhundert. Die Flachdecke ist mit einer Voute verziert. Im Kirchturm hängen zwei Glocken. Eine trägt die Aufschrift Osanna hais ich, Michael Kesler aus Stutgart gos mich XI anno 1569. Die zweite ist ein Ersatz aus dem Jahr 1958.